# Mont Hercules

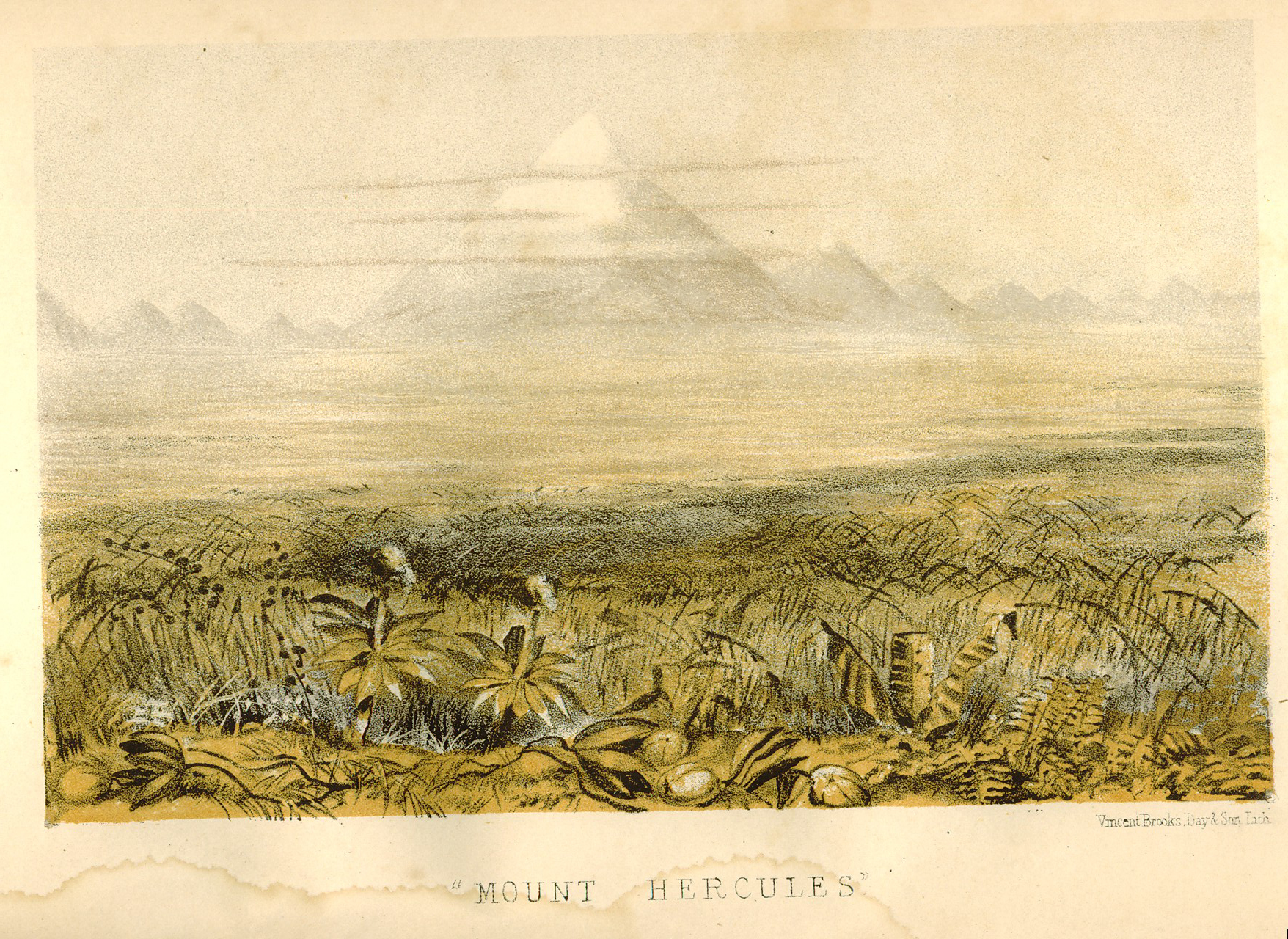
Le mont Hercules, décrit par J.A. Lawson comme la plus haute montagne du monde (lithographie en frontispice de Wanderings in the interior of New Guinea (1875)

Le mont Hercules est un sommet imaginaire qui aurait atteint l'altitude de 32 783 pieds (9 992 m, soit 1 000 m au-dessus de l'Everest, au centre de la Nouvelle-Guinée et décrit en 1875 par un capitaine John A. Lawson.
En 1875 parut à Londres, chez Chapman & Hall, Wanderings in the interior of New Guinea, dans lequel un certain capitaine John A. Lawson racontait sa traversée du nord au sud, dans sa plus grande largeur, de l'île de Nouvelle-Guinée, alors très peu explorée. Au cours de cette traversée, qui dura 8 mois entre 1872 et 1873, ponctuée de nombreuses aventures et découvertes d'espèces animales inconnues (dont un tigre géant appelé Moolah, dont il aurait tué et dépouillé un exemplaire), il aurait notamment gravi une montagne dont il mesura l'altitude à 32 783 pieds, ce qui en faisait le plus haut sommet du monde, 1 000 m au-dessus de l'Everest), ne s'arrêtant qu'à proximité du sommet enneigé pour en redescendre dans la même journée.
Bien que l'ouvrage rencontrât un succès certain, des critiques et des doutes sur son authenticité s'élevèrent rapidement dans The Times, dans Geographical Magazine, dans Nature, où le naturaliste Alfred Russel Wallace concluait qu'il était de son « devoir d'informer les lecteurs qu'il s'agit d'une fiction complète. Ce n'est même pas une fiction astucieuse » et dans l’Athenaeum où le capitaine John Moresby, qui venait lui-même de revenir d'une expédition de reconnaissance de la côte sud-est de la Nouvelle-Guinée à bord du HMS Basilisk, rejeta point par point les découvertes de Lawson. En ce qui concerne l'ascension du mont Hercules, les membres de l'Alpine Club, dans une lettre à l’Athenæum, se montrèrent sceptiques devant le fait que Lawson ait réalisé le dénivelé à une vitesse trois ou quatre fois plus élevée que les meilleurs ascensionnistes du mont Blanc.

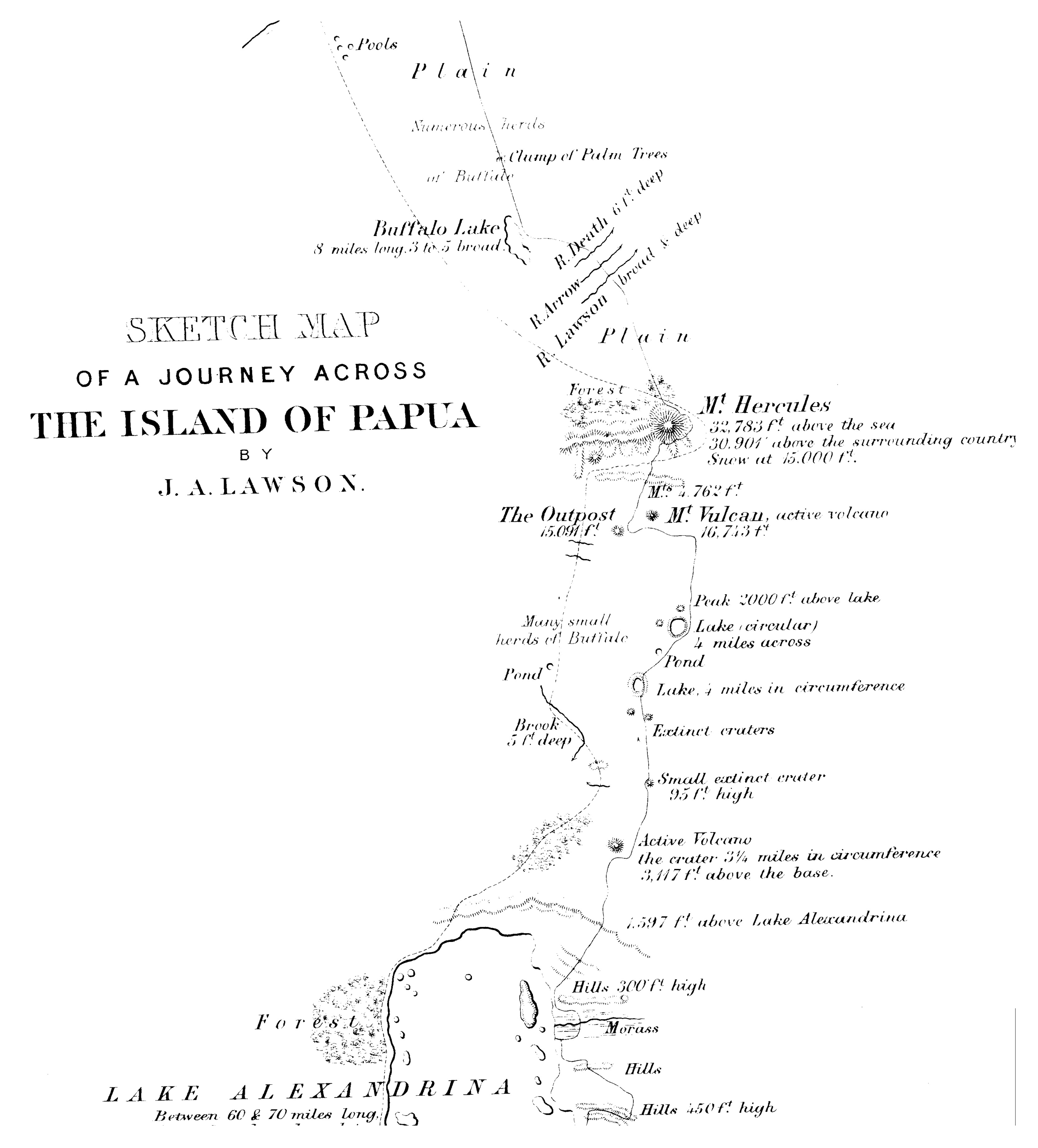
Carte du voyage du capitaine Lawson à travers la Papouasie, figurant le mont Hercules

Une polémique s'engagea, et Lawson répondit de façon sarcastique à ses différents détracteurs dans plusieurs lettres à l’Athenæum, notamment que son « ascension du mont Hercules a aussi provoqué plus que de la stupéfaction dans l'esprit des délicats gentlemen et des professeurs grassouillets qui ont pour habitude de gravir le mont Blanc, avec l'aide de sherry, de sandwichs et d'une demi-douzaine de guides gras et sentant l'ail, en consacrant ensuite un in-quarto au récit de leurs exploits ». Finalement, Lawson, mis au défi par le rédacteur en chef de l’Athenæum de se présenter en public avec la dépouille du « tigre Moolah », ne répondit plus.
La question du personnage se cachant sous le pseudonyme du capitaine Lawson a été discutée par plusieurs auteurs et, selon Nigel Krauth, l'identification la plus vraisemblable est celle d'un certain Robert Henry Armit (1844–?), lieutenant de vaisseau de la Royal Navy. Un autre ouvrage, sans rapport avec la Nouvelle-Guinée, paru sous le nom de Lawson en 1880.
Le mont Hercules resta néanmoins indiqué comme la plus haute montagne du monde dans certains atlas encyclopédiques, jusqu'à la fin du XIXe siècle.
L'alpiniste et explorateur britannique Clinton Thomas Dent concluait en 1892 : « Ce mythe magnifique du mont Hercules, ne repose malheureusement sur rien d'autre que l'astuce d'un mystificateur et la hâte crédule des éditeurs et critiques ».